# میاموتو ایوری
میاموتو ایوری ((به ژاپنی: 宮本 伊織, Miyamoto Iori); ۱۳ نوامبر ۱۶۱۲ – ۱۸ مهٔ ۱۶۷۸) بوشی اهل ژاپن بود. یک سامورایی در دوره ادو ژاپن بود. ایوری پسر خوانده رونین افسانه ای میاموتو موساشی بود.